# G master
G master는 소니의 최상급 렌즈 라인업으로 GM을 따서 속칭 "금"렌즈라 칭한다.
극한의 표면 균일도를 보이는 XA렌즈 요소를 사용하여 압도적인 해상도와 아름다운 보케를 표현하며 소니 고유의 액추에이터인 "DDSSM" 을 사용하여 빠르고 정확한 AF를 지원한다
소니의 G Master 라인업은 사진 뿐만 아니라 영상에도 무소음 무진동의 강점을 가지고 있다.